# Прилужное (Хмельницкая область)
Прилужное (укр. Прилужне) — село в Летичевском районе Хмельницкой области Украины.
Население по переписи 2001 года составляло 226 человек. Почтовый индекс — 31554. Телефонный код — 3857. Занимает площадь 0,833 км². Код КОАТУУ — 6823080406.

## История
В 1946 г. указом ПВС УССР село Мордино переименовано в Прилужное.

## Местный совет
31553, Хмельницкая обл., Летичевский р-н, с. Голенищево, ул. Центральная, 54